# Nikolaï Kouzmine
Pour les articles homonymes, voir Kouzmine.
Nikolaï Vassiliévitch Kouzmine (en russe : Николай Васильевич Кузьмин) est un peintre russe né en 1938 à Talynskoïe, District de Vatcha, non loin de la ville de Nijni Novgorod.

## Biographie
Après avoir étudié à l'école des Beaux-Arts de Pavlovo sur l'Oka, proche de son village natal, il entre à l'Académie d'art et d'industrie Stroganov de Moscou et en sort diplômé en 1970. En 1991, il entre à l’Union des artistes de l’URSS, qui devient en 1992 l’Union des artistes russes.
Le peintre a beaucoup voyagé et peint à travers l'Europe occidentale, et y a organisé plusieurs expositions, en particulier en France,,,,. On peut découvrir les peintures de l'artiste à la galerie Matthieu Dubuc à Rueil-Malmaison, à proximité de Paris-La Défense,,. Ses expositions ont lieu dans des galeries, des musées et des salons d'artistes organisés en commun, comme Art Capital ou Souvenir de Corot à Paris et ses environs. L'artiste participe également depuis plusieurs années au Salon du dessin et de la peinture à l'eau au Grand Palais et au Grand Palais éphémère, à Paris. Chaque année à partir de 2022, également dans le cadre d'Art Capital, Nikolaï Kouzmine a participé au sein du Grand Palais éphémère puis du Grand Palais au Salon Comparaisons avec le groupe "Ut pictura poesis" puis le groupe "Figuration Inévitable",, dont il fait partie, dirigés par l'artiste Carole Melmoux.
Nikolaï Kouzmine expose aussi régulièrement en Russie, notamment avec l'Union moscovite des artistes, dont il est membre,. En 1924, Nikolaï Kouzmine est devenu membre d'honneur de l'Académie russe des beaux-arts.

## L'œuvre
Nikolaï Kouzmine utilise comme technique de prédilection l'huile sur toile peinte au couteau. La peinture de Nikolaï Kouzmine se rapproche de l'expressionnisme et du fauvisme. Le souvenir de son enfance a beaucoup influencé l'artiste dans son travail.
Nikolaï Kouzmine apprécie par-dessus tout peindre l'architecture de sa ville Moscou. Sa peinture représente également des paysages observés lors de ses voyages, comme sur l’île de Korčula, en Croatie.
Les thèmes couverts par les peintures de Nikolaï Kouzmine sont variés, :
- Jardin-Printemps-Floraison
- Œuvres sur papier / Sur le chemin de Mourom-les Adieux
- Huiles abstraites / Entrelacement des Chemins
- Portrait
- Après la guerre
- Voyage :

○ Région Parisienne :
- Etangs de Corot
- Forêt de Fausses Repose
- Versailles-Viroflay
- Autour de Paris
- Paris
○ Province Française :
- Méditerranée
- Corse
- Montagne-Sainte-Victoire
- Alpes
- Bretagne
- Normandie
- Autres régions françaises
○ Croatie
○ Crimée
- Pays natal
- À la datcha
- Architecture :

○ Moscou
○ Russie
○ Europe de l'Ouest (Danemark, Royaume-Uni, Allemagne, Belgique)
- Paysage :

○ Paysage russe
○ Paysage russe en hiver
○ Europe de l'Ouest (Danemark, Royaume-Uni, Allemagne, Belgique)
- Religieux, populaire et mythologique :

○ Religieux
○ Populaire
○ Mythologique
- Nature Morte et Fleurs

○ Nature morte
○ Fleurs
- Autres thèmes